# Universidade Clemson

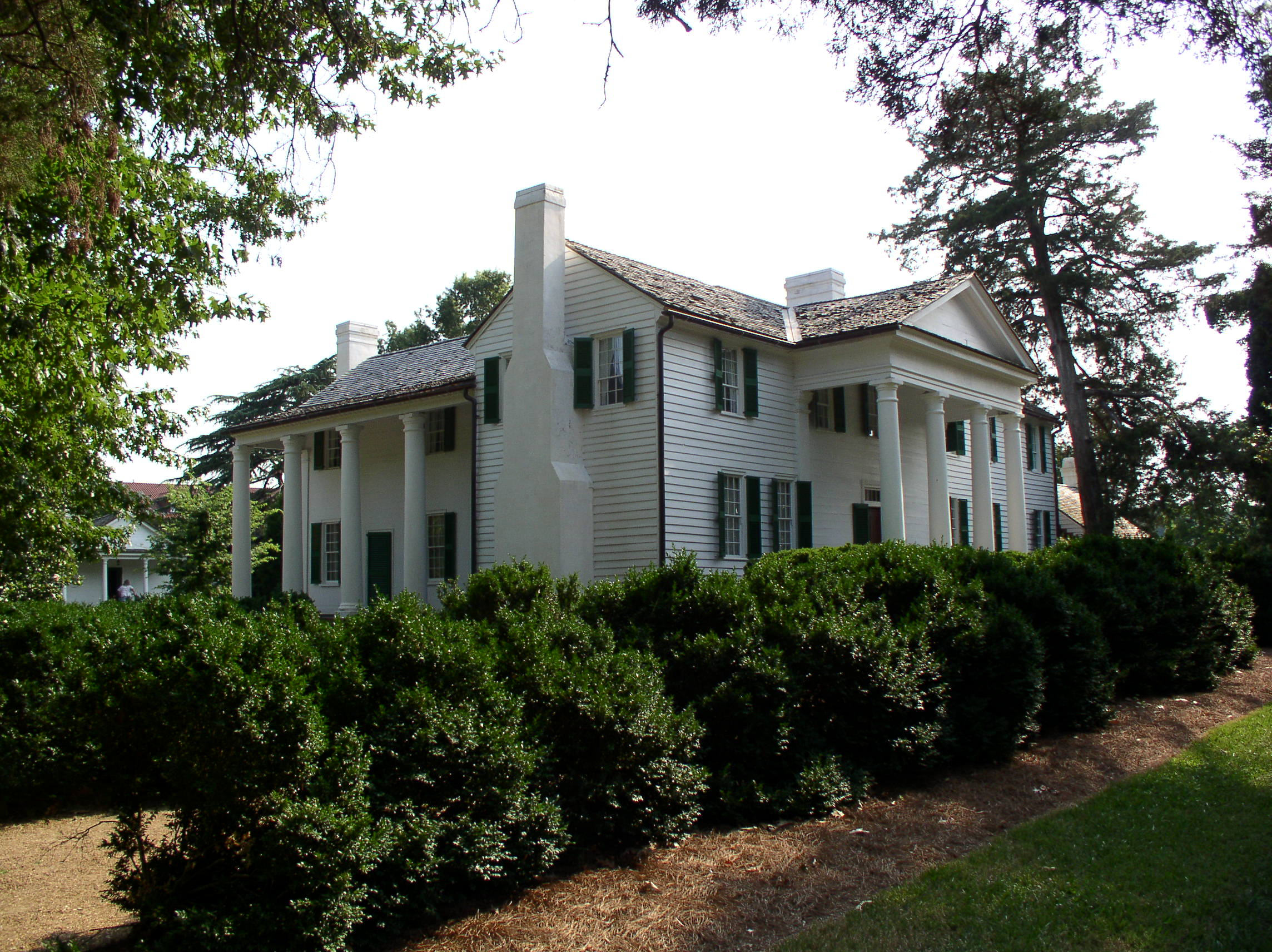

A Universidade Clemson (em inglês, Clemson University, também conhecida por Clemson) é uma universidade particular estadunidense, fundada em 1889, com seu campus principal em Clemson, no estado da Carolina do Sul.